# Platynereis nadiae
Platynereis nadiae é uma espécie de anelídeo pertencente à família Nereididae.
A autoridade científica da espécie é Abbiati & Castelli, tendo sido descrita no ano de 1992.
Trata-se de uma espécie presente no território português, incluindo a sua zona económica exclusiva.